# Scymnus mediterraneus
Scymnus mediterraneus és un coleòpter paleàrtic pertanyent a la família dels coccinèl·lids.

## Etimologia
- Scymnus: prové de la paraula grega skymnos (cadell de lleó).[2]
- mediterraneus : mot llatí que significa que procedeix del Mediterrani.[3]

## Taxonomia
Espècie coneguda llarg temps com a S. pallidivestis. El tipus de Scymnus pallidivestis Mulsant (1853) analitzat per Iablokoff-Khnzorian (1972), va resultar ser un exemplar mascle de Scymnus interruptus. Bielawsky (1963) va realitzar una completa redescripció de S. pallidivestis que no tenia res a veure amb el tipus designat per Mulsant (1850), Iablokoff-Khnzorian (1972) li va assignar el nou nom de S. mediterraneus. Fürsch (1987) en la seua anàlisi del gènere Scymnus inclou aquesta espècie en el subgènere Mimopullus com a espècie tipus.

## Descripció
Insecte de xicoteta grandària. La projecció dorsal és allargada, amb pilositat curta, abundant i bé dispersa. De color castany, en una ampla gamma de clars i foscos, té aspecte encaramel·lat. El pronot és fosc. Els èlitres tenen la base del mateix color que el pronot i la resta fins a l'àpex es va aclarint. La part ventral és fosca, però varia significativament en funció dels exemplars. Les antenes tenen onze artells. L'aparell bucal, les tíbies i els tarsos són una mica més clars que la resta. En el prostern, les quilles s'uneixen a meitat del recorregut de l'apòfisi. Les línies femorals formen un semicercle complet. Les peces genitals són molt característiques, especialment l'espermateca. En el mascle el lòbul central del tegmen sobrepassa els paràmers.

## Distribució i hàbitat
Paleàrtic, es presenta en colònies molt nombroses sobre arbusts, fruiters i pins. Aquesta espècie es troba associada als cultius d'ametllers i oliveres, sobretot en cultius amb un maneig ecològic envoltats per alzinars, ja que és molt sensible als plaguicides i la pol·lució ambiental. S. mediterraneus es sol trobar associat a la presència de caparreta negra degut a que depreden els seus estats larvals.